# SAMBA・TV
『SAMBA・TV』（サンバ・ティービー）は、2000年12月30日から2001年1月1日の20世紀から21世紀をまたぐ大型特別番組として、TBS系列（JNN）で全国放送された。1992年から1993年の年越しに始まった「TBS 21世紀プロジェクト」のフィナーレを飾る。

## 概要
タイトルは前年に続いての38時間の連続特別放送（年末長時間特別番組）であるということから、「38」を「サンバ」にかけたもの。総合司会は前年の『超える!テレビ』に続いて福留功男・薬丸裕英が起用され、さらにスペシャルサポーターとしてモーニング娘。を抜擢した。
「20世紀の名番組丸ごと大集合!」では当時放送中だった『関口宏の東京フレンドパークII』に加え、『クイズダービー』『クイズ100人に聞きました』『ぴったしカン・カン』『ザ・ベストテン』などの過去のTBSの人気番組が生放送で復活した。
また毎年恒例の「第42回輝く!日本レコード大賞」「サザンオールスターズ年越しライブ」に加え、「20世紀のテレビ名場面」、「ここがヘンだよ宇宙人」、「サンデーモーニングスペシャル」「CDTV年越しライブ」、「スポーツマン夢オークション」、「20世紀クイズ王決定戦」などが編成された。さらに年またぎの企画として中国・北京での『ドミノ倒し世界記録への挑戦!』が生中継され、当時の世界記録を打ち立てた。
提供クレジット表示は12月30日のオープニング〜12月31日の「ガキバラ!SP」までと1月1日未明のカウントダウン直後〜朝のグランドフィナーレまで下部中央にカラー表示無くクレジットされ（同局プロ野球中継と同じもの）、挿入時の提供コメントはなかった（一部コーナーのローカルスポンサー枠では表示なしの系列局もあった）。

## 司会

### 総合司会
- 福留功男
- 薬丸裕英

### 進行
- 進藤晶子

### スペシャルサポーター
- モーニング娘。
- 爆笑問題

## タイムテーブル

### 12月30日
オープニング
20世紀の名番組丸ごと大集合
- 関口宏の東京フレンドパークII
  - 司会：関口宏、渡辺正行
  - ゲストモーニング娘。

※通常より少ない3つのアトラクションに挑戦していた。
アトラクション
ウォールクラッシュ
- 10人全員 300点

チュチュバスターズ
- 小ネズミ 10点 中ネズミ 200点 ボスネズミ 500点
- 5分間で7000点以上

ハイパーホッケー
- 5点先取 女性ペアはホンジャマカは1人。

- クイズダービー
  - 司会：大橋巨泉/出題：小池達子
  - 解答者
    - 1枠：篠沢秀夫（成績1勝7敗。倍率7・5・5・6・8・7・6・14）
    - 2枠：久本雅美（成績5勝3敗。倍率6・5・6・7・3・4・2・18）
    - 3枠：はらたいら（成績5勝3敗。倍率2・3・2・4・3・2・4・6）
    - 4枠：竹下景子（成績4勝4敗。倍率3・2・4・2・4・3・3・8）
    - 5枠：石坂浩二（成績4勝4敗。倍率3・2・5・5・5・5・5・10）

  - 出場者
    - 赤チーム：福留功男、三雲孝江（ブロードキャスター）チーム＜賞金獲得額98,000円＞
    - 黄チーム：長山藍子、えなりかずき（渡る世間は鬼ばかり）チーム＜賞金獲得額　0円＞
    - 緑チーム：中村玉緒、セイン・カミュ（さんまのSUPERからくりTV）チーム＜賞金獲得額 2,400円＞

※クイズダービーのみ録画放送
- クイズ100人に聞きました
  - 司会：関口宏
  - 屋根裏の声：橋本テツヤ

| 赤・38時間テレビ SAMBA・TVチーム    | 青・シドニー五輪 女子競泳メダリストチーム  |
| ----------------------------------- | ------------------------------------------ |
| 薬丸裕英 爆笑問題 中澤裕子 矢口真里 | 田中雅美 中村真衣 大西順子 源純夏 中尾美樹 |

- ぴったしカン・カン
  - 司会：福留功男
  - 出演：コント55号他

- ザ・ベストテン
  - 司会：黒柳徹子、安住紳一郎アナ

冒頭で架空ではあるが「2000年のランキング第1位」としてモーニング娘。が紹介されるシーンがあり、レギュラー版でも1位受賞歌手がスタジオに来た際に用意されるくす玉をメンバーが割って祝うという件があった。
なお『ザ・ベストテン』は翌2001年から約4年間に亘り、毎年12月30日にスペシャル番組として放送された（司会は今回と同様、黒柳と安住が務めた）。
恋愛ドラマアカデミー
- 司会：福留功男、薬丸裕英、進藤晶子
- 出演：山田邦子、久本雅美、爆笑問題

ここがヘンだよ宇宙人 デヴィ夫人スペシャル
- 司会：浅草キッド、江口ともみ
- 出演：薬丸裕英、そのまんま東、デーブ・スペクター、大竹まこと他

『ここがヘンだよ日本人』を生放送。生放送という制約上、討論開始前に浅草キッドから「一度の意見は1分以内。それを過ぎるとゴングが鳴らされる」というルールが設けられた。また、討論は次のコーナーにバトンタッチする形で途中打ち切られ、以降は放送されなかった。
CDTV ブリッツライブ
知られざる珍日本紀行
- 司会：浅草キッド
- 出演：山本晋也、伊藤克信、杉作J太郎他

なお、期間中の12月30日に開催され、同日深夜（日付上31日未明にまたぐ）に行われる全国高等学校ラグビーフットボール大会（2回戦中継）は、前年の「テレビのちから」同様、この番組では内包せず、長時間特番開始前の16時30分から18時に生放送された。

### 12月31日
全国中継 21世紀に残したい味
サンデーモーニングスペシャル
- 毎年恒例の年末拡大スペシャルだが、この年は大晦日が日曜日のため枠内で行った。

スポーツマン夢オークション〜HEROからの贈りもの〜
ガキバラオールスターズ ボクらが挑む今世紀最後のifスペシャル
第42回輝く!日本レコード大賞
- 司会：堺正章、黒木瞳
- 補助アナウンサー：進藤晶子

大賞はサザンオールスターズ「TSUNAMI」。サザンオールスターズはこの後の年越しライブの生中継にも出演している。
サザンオールスターズ年越しライブ
ライブタイトルは「ゴン太くんのつどい」。サザンオールスターズは以前に「39時間テレビ」で主題歌を提供したことがある。年越しの前後の曲は「希望の轍」。
1989年から続いたTBSによるサザンオールスターズのカウントダウンライブ中継は、この年が最後となった（ちなみにこの年はWOWOWも同時にライブの中継を行っている）。
迎春!21世紀の主張
年明け後（31日深夜）のコーナー。ゲスト芸人として鳥肌実が呼ばれたが、演説中に上層部が激怒、10分の予定が急遽繰り上げられ、CMが挿入されて次の芸人に移った。

### 1月1日
ドミノ倒し・世界新記録に挑戦
 日本、 中国、 韓国のアジア3カ国の若者達が21世紀を迎えると同時に世界新記録を祝うと言う壮大なチャレンジに挑んだ。